# Alluaudomyia inexspectata
Alluaudomyia inexspectata är en tvåvingeart som beskrevs av Clastrier 1983. Alluaudomyia inexspectata ingår i släktet Alluaudomyia och familjen svidknott.
Artens utbredningsområde är Seychellerna. Inga underarter finns listade i Catalogue of Life.